# Raoviḱ
Raoviḱ (makedonska: Раовиќ) är en ort i Nordmakedonien. Den ligger i den nordvästra delen av landet, 19 kilometer väster om huvudstaden Skopjes centrum. Raoviḱ ligger 752 meter över havet och antalet invånare är 244.